# David Oakes

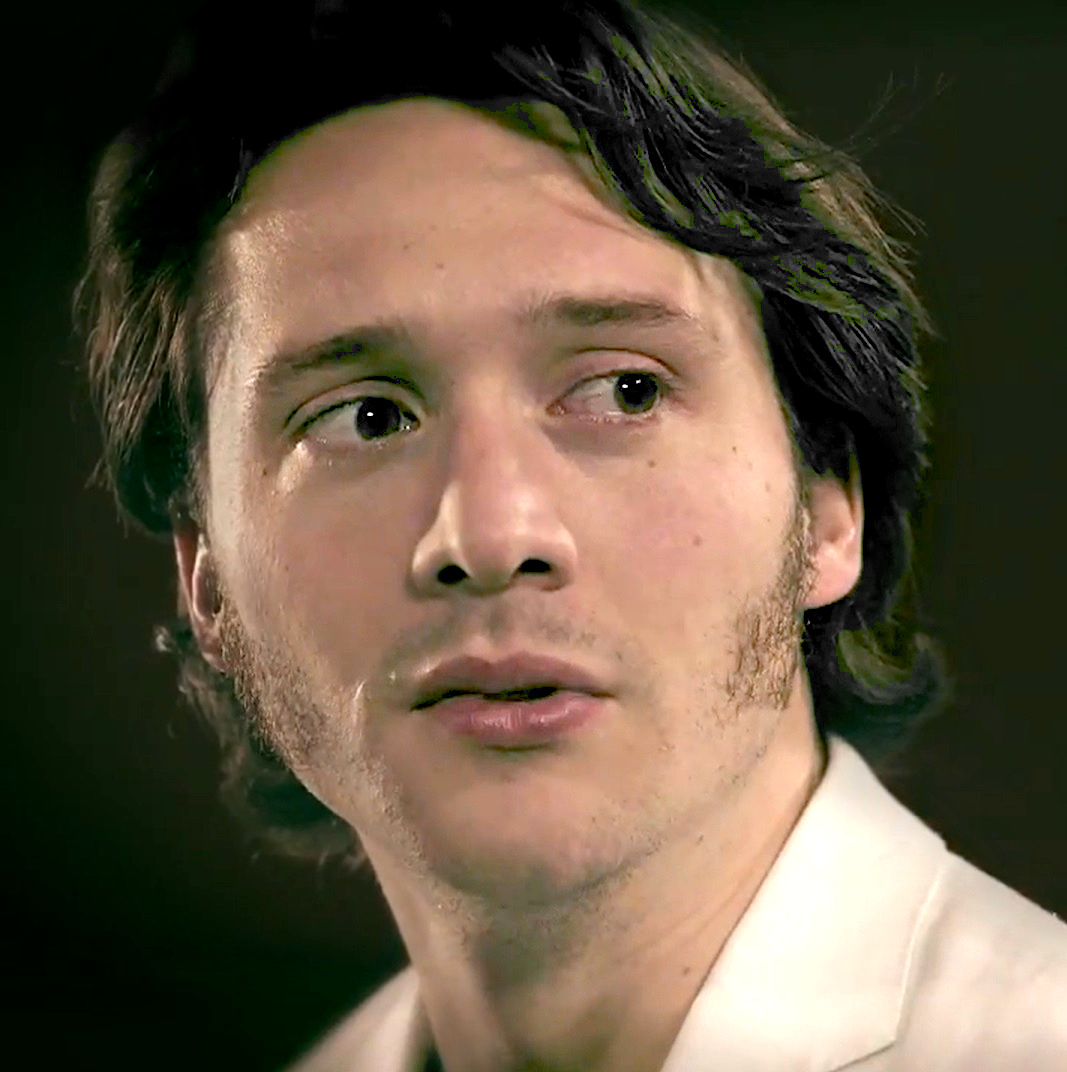
David Oakes im Jahr 2013

Rowan David Oakes (* 14. Oktober 1983 in Hampshire, England) ist ein britischer Schauspieler und Theaterregisseur.

## Leben

### Ausbildung und Karriere
David Oakes studierte an der Manchester University Drama und Englisch und besuchte von 2005 bis 2007 die Bristol Old Vic Theatre School.
Oakes begann seine Karriere auf der Bühne im Globe Theatre und ist seitdem als aktiver Theaterdarsteller tätig. Eine erste Fernsehrolle hatte er in der BBC-Serie Bonekickers. Des Weiteren spielte er 2009 in der ITV-Serie Trinity und der Doku-Serie Mind of a Tyrant, welche die Wahrheit über Heinrich VIII. aufdeckt.
2010 war er in dem aufwändigen Fernsehmehrteiler Die Säulen der Erde in der Rolle des schurkischen William Hamleigh zu sehen. 2011 verkörperte er in der Fernsehproduktion Die Borgias den Juan Borgia. Seit 2022 ist er in der Serie „Vikings: Valhalla“ zu sehen, in der er in bisher zwei Staffeln die Rolle des Godwin von Wessex darstellte.

### Privates
Sein Vater ist ein Kanoniker der Church of England.
Seit 2018 ist Oakes mit Natalie Dormer liiert. Im Januar 2021 wurde ihre gemeinsame Tochter geboren.

## Filmografie

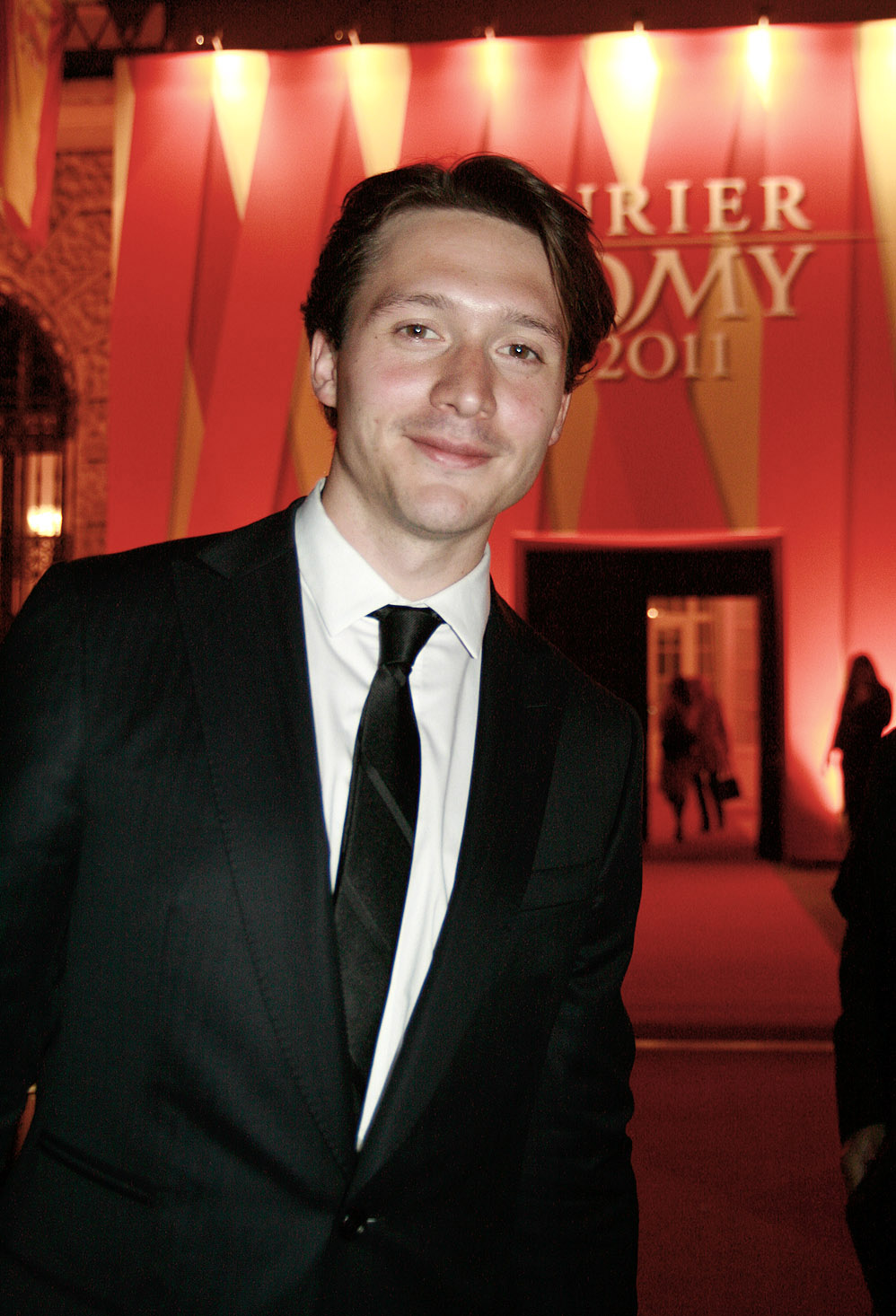
Oakes (Romyverleihung 2011 in Wien)

- 2008: Bonekickers (Fernsehserie, Folge Follow the Gleam)
- 2008: Walter’s War
- 2009: Henry VIII: Mind of a Tyrant
- 2009: Trinity (Fernsehserie, 3 Folgen)
- 2010: Die Säulen der Erde (The Pillars of the Earth, Fernsehserie, 9 Folgen)
- 2011–2012: Die Borgias – Sex. Macht. Mord. Amen. (The Borgias, Fernsehserie, 16 Folgen)
- 2012: Truth or Dare
- 2013: Ripper Street (Fernsehserie, Folge Arbeit im Schatten/Wozu die Mühe?)
- 2013: The White Queen (Fernsehserie, 7 Folgen)
- 2016: Victoria (Fernsehserie, 5 Folgen)
- 2016: Der junge Inspektor Morse (Fernsehserie, Staffel 3, Episode 1 (Illusionen))
- 2017: Cold Skin – Insel der Kreaturen (Cold Skin)
- 2022–2024: Vikings: Valhalla (Fernsehserie)